# Elezioni presidenziali in Macedonia del 2014
Le elezioni presidenziali in Macedonia del 2014 si tennero il 13 aprile (primo turno) e il 27 aprile (secondo turno); il ballottaggio si svolse contestualmente alle elezioni parlamentari.

## Risultati
| Candidati         | Partiti                                            | I turno | I turno | II turno | II turno |
| Candidati         | Partiti                                            | Voti    | %       | Voti     | %        |
| ----------------- | -------------------------------------------------- | ------- | ------- | -------- | -------- |
| Gjorge Ivanov     | Partito Democratico per l'Unità Nazionale Macedone | 449 442 | 53,13   | 534 910  | 57,33    |
| Stevo Pendarovski | Unione Socialdemocratica di Macedonia              | 326 164 | 38,56   | 398 077  | 42,67    |
| Ilijaz Halimi     | Partito Democratico degli Albanesi                 | 38 966  | 4,61    |          |          |
| Zoran T Popovski  | Scelta Civica per la Macedonia                     | 31 368  | 3,71    |          |          |
| Totale            | Totale                                             | 845 940 | 100     | 932 987  | 100      |